# 結束信二
結束 信二（けっそく しんじ、1926年8月6日 - 1987年5月30日）は、日本の脚本家。東映ならびに第二東映製作・配給の時代劇映画および、東映京都テレビ・プロダクション制作のテレビ時代劇シリーズの原案・脚本を担当して、いわゆる「東映時代劇」の黄金期を支えた、昭和時代を代表する脚本家の一人。

## 来歴・人物

### 生い立ち
東京市淀橋区生まれ。父の結束武次郎は国際通信社の幹部を務め、のち中国で客死した。
陸軍特攻隊員として熊本・隈庄の飛行隊基地に配属。爆撃機の搭乗員として出撃する直前に敗戦を迎える。

### 映画界へ
1950年、東横映画京都撮影所（東映の前身）へ入社する。この就職は、父・武次郎の旧友・根岸寛一が世話した。結束は1953年のデビュー作『快傑鉄仮面』からテレビに移るまでの約11年弱の間に、155本の劇場用映画のための脚本を世に送り出すこととなるが、そのほとんどが時代劇である。
デビュー初期から2部作公開の1時間作品および、3部作・4部作シリーズを多く担当した。1950年代から60年代にかけての東映時代劇スターには大御所の片岡千恵蔵、市川右太衛門、月形龍之介、大河内傳次郎をはじめ、東千代之介、近衛十四郎、中村錦之助、大川橋蔵、大友柳太朗、高田浩吉、そして若手の里見浩太郎がおり、結束は彼らの主演・出演作を多く手がけた。このうち、東の生涯主演作は結束脚本のものが最も多い。
コンビを組んだ監督のうち、河野寿一とは後にドラマでも多く組む。

### テレビ時代
1964年に東映京都テレビ・プロダクションが設立されると、結束はテレビ界に身を転じ、数多くのテレビ時代劇の脚本を執筆。自身が映画時代に担当した近衛十四郎主演の『柳生武芸帳』シリーズのテレビ化にも携わっている。1965年に放映された『新選組血風録』をきっかけに、原作者の司馬遼太郎との交流が終生続いた。
テレビ時代劇では全話の脚本を手がけた作品が多い（『新選組血風録』、『俺は用心棒』シリーズ、『天を斬る』、『燃えよ剣』、『さむらい飛脚』、『軍兵衛目安箱』、『隼人が来る』、『新選組』など）ほか、そのうちのいくつかでは原作を兼任した（『俺は用心棒』シリーズ 、『天を斬る』、『軍兵衛目安箱』など）。
1970年代中盤以降は、『暴れん坊将軍』シリーズの1作目『吉宗評判記 暴れん坊将軍』や『斬り捨て御免!』などにゲスト脚本で参加するにとどまった。

### 晩年
晩年はテレビドラマから退いて舞台の脚本・演出を手がけたほか、東映京都撮影所脚本研究所の所長をつとめ、後進を指導した。
1987年3月に脳梗塞で倒れ、同年5月30日に死去した。墓は京都市北区の誠心寺にあり、碑には司馬遼太郎の筆で
 結束さんは人生をよき景色としてみていたすばらしい心のもちぬしでした 
の言葉が刻まれている。
結束が執筆した映画・テレビドラマ・舞台の台本は、没後に妻から京都市の京都文化博物館に寄贈され、「結束信二文庫」で保管されている。

## 主な作品

### 映画
主なシリーズ全脚本作品
- 竜虎八天狗シリーズ
  - 竜虎八天狗 第一部 水虎の巻（1954年）
  - 竜虎八天狗 第二部 火龍の巻（1954年）
  - 竜虎八天狗 第三部 鳳凰の巻（1954年）
  - 竜虎八天狗 完結篇 追撃の巻（1954年）
- 月笛日笛シリーズ
  - 月笛日笛 第一篇 月下の若武者（1955年）
  - 月笛日笛 第二篇 白馬空を飛ぶ（1955年）
  - 月笛日笛 完結篇 千丈ケ原の激斗（1955年）
- 天兵童子シリーズ
  - 天兵童子 第一篇 波濤の若武者（1955年）
  - 天兵童子 第二篇 高松城の密使（1955年）
  - 天兵童子 完結篇 日の丸初陣（1955年）
- 中村錦之助主演の織田信長シリーズ
  - 紅顔の若武者 織田信長（1955年）
  - 風雲児 織田信長（1959年）
- 異国物語シリーズ
  - 異国物語 ヒマラヤの魔王（1956年）
  - 異国物語 ヒマラヤの魔王 双竜篇（1956年）
  - 異国物語 ヒマラヤの魔王 日月篇（1956年）
- 東千代之介主演の佐々木小次郎シリーズ
  - 佐々木小次郎 前篇（1957年）
  - 佐々木小次郎 後篇（1957年）
- 里見八犬伝シリーズ
  - 里見八犬伝（1959年）
  - 里見八犬伝 妖怪の乱舞（1959年）
  - 里見八犬伝 八剣士の凱歌（1959年）
- 新諸国物語シリーズ
  - 新諸国物語 黄金孔雀城（1961年）
  - 新諸国物語 黄金孔雀城 第二部（1961年）
  - 新諸国物語 黄金孔雀城 第三部（1961年）
  - 新諸国物語 黄金孔雀城 完結篇（1961年）
- 里見浩太郎主演の真田幸村シリーズ
  - 忍術真田城（1961年）
  - 忍術大阪城（1962年）

主なシリーズ一部脚本作品
- 東千代之介主演の鞍馬天狗シリーズのうち
  - 鞍馬天狗 角兵衛獅子（1957年） - 2作目
  - 鞍馬天狗 御用盗異聞（1957年） - 3作目
  - 鞍馬天狗（1959年） - 4作目、最終作
- 旗本退屈男シリーズのうち
  - 旗本退屈男 謎の幽霊島（1960年） - 26作目
  - 旗本退屈男 謎の暗殺隊（1960年） - 27作目
  - 旗本退屈男 謎の七色御殿（1961年） - 28作目
  - 旗本退屈男 謎の珊瑚屋敷（1962年） - 29作目
  - 旗本退屈男 謎の龍神岬（1963年） - 30作目、最終作
- 若山富三郎主演・東映製作の人形佐七捕物帖シリーズのうち
  - 人形佐七捕物帖 般若の面（1960年） - 1作目
  - 人形佐七捕物帖 くらやみ坂の死美人（1960年） - 2作目
  - 人形佐七捕物帖 血染の肌着（1960年） - 3作目
  - 人形佐七捕物帖 ふり袖屋敷（1960年） - 4作目
  - 人形佐七捕物帖 恐怖の通り魔（1961年） - 5作目
  - 人形佐七捕物帖 闇に笑う鉄火面（1961年） - 6作目、最終作
- 東映製作の柳生武芸帳シリーズのうち
  - 柳生武芸帳（1961年） - 1作目
  - 柳生武芸帳 夜ざくら秘剣（1961年） - 2作目
  - 柳生武芸帳 独眼一刀流（1962年） - 4作目
- いれずみ判官シリーズのうち
  - 火の玉奉行（1958年） - 13作目
- 東映製作の若さま侍捕物手帖シリーズのうち
  - 若さま侍捕物帖（1960年） - 8作目
- 第二東映製作の水戸黄門映画のうち
  - 水戸黄門 天下の大騒動（1960年）
- 東映製作の右門捕物帖シリーズのうち
  - 右門捕物帖 蛇の目傘の女（1962年） - 7作目、最終作

主な単発作品
- 国定忠治（1958年）
- 権九郎旅日記（1961年）
- 悪魔の手毬唄（1961年）
- きさらぎ無双剣（1962年）
- まぼろし天狗（1962年）
- 勢揃い関八州（1962年）
- ひばりの花笠道中（1962年）
- お坊主天狗（1962年）

### テレビドラマ
- 愛するゆえに（1964年、関西テレビ）
- 忍びの者（1964年、NET）
- つむじ風三万両（1964年、NET）
- 新選組血風録（1965年、NET）
- 柳生武芸帳（1965年、NET）
- 素浪人 月影兵庫
  - 第1シリーズ（1965年、NET）
  - 第2シリーズ（1967年、NET）
- われら九人の戦鬼（1966年、NET）
- 俺は用心棒シリーズ
  - 俺は用心棒（1967年、NET）
  - 待っていた用心棒（1968年、NET）
  - 帰って来た用心棒（1968年、NET）
  - 用心棒シリーズ 俺は用心棒（1969年、NET）
- 旅がらすくれないお仙（1968年、NET）
- 天を斬る（1969年、NET）
- 花のお江戸のすごい奴（1969年、関西テレビ）
- あゝ忠臣蔵（1969年、関西テレビ）
- 燃えよ剣（1970年、NET）
- 柳生十兵衛（1970年、フジテレビ）
- さむらい飛脚（1971年、NET）
- 軍兵衛目安箱（1971年、NET）
- 隼人が来る（1972年、フジテレビ）
- 父子鷹（1972年、関西テレビ）
- 素浪人 天下太平（1973年、NET）
- 新選組（1973年、フジテレビ）
- 桃太郎侍（1976年-1981年、日本テレビ）
- 吉宗評判記 暴れん坊将軍（1978年-1982年、テレビ朝日）
- 斬り捨て御免!（1980年、東京12チャンネル）

以下の作品については結束が主題歌／挿入歌の作詞も手がけている。
| 制昨年 | 放送局     | 番組名               | 主題歌タイトル         | 歌唱者                       | 作曲者   | 編曲者   |
| ------ | ---------- | -------------------- | ---------------------- | ---------------------------- | -------- | -------- |
| 1964年 | 関西テレビ | 愛するゆえに         | 愛するゆえに           | 島倉千代子                   | 市川昭介 | 市川昭介 |
| 1965年 | NET        | 素浪人月影兵庫       | 浪人独り旅             | 北島三郎                     | 阿部皓哉 | 阿部皓哉 |
| 1967年 | NET        | 素浪人月影兵庫       | 浪人独り旅             | 北島三郎                     | 阿部皓哉 | 阿部皓哉 |
| 1967年 | NET        | 俺は用心棒           | おとこ独り             | フォー・コインズ             | 渡辺岳夫 | 渡辺岳夫 |
| 1968年 | NET        | 待っていた用心棒     | おとこ独り             | フォー・コインズ             | 渡辺岳夫 | 渡辺岳夫 |
| 1968年 | NET        | 帰って来た用心棒     | おとこ独り             | フォー・コインズ             | 渡辺岳夫 | 渡辺岳夫 |
| 1969年 | NET        | 俺は用心棒           | おとこ独り             | フォー・コインズ             | 渡辺岳夫 | 渡辺岳夫 |
| 1968年 | NET        | 旅がらすくれないお仙 | 旅がらすお仙のうた     | 松山容子                     | 小川寛興 | 小川寛興 |
| 1969年 | NET        | 素浪人花山大吉       | 浪人まかり通る         | 北島三郎                     | 阿部皓哉 | 阿部皓哉 |
| 1969年 | フジテレビ | 花のお江戸のすごい奴 | 花のお江戸のすごい奴   | 若林豪                       | 渡辺岳夫 | 渡辺岳夫 |
| 1969年 | NET        | 天を斬る             | 天を斬る               | 栗塚旭・左右田一平・島田順司 | 渡辺岳夫 | 渡辺岳夫 |
| 1969年 | NET        | 燃えよ剣             | 燃えよわが命（挿入歌） | 東京混声合唱団               | 渡辺岳夫 | 渡辺岳夫 |
| 1973年 | NET        | 素浪人天下太平       | ひとり旅               | 伊勢功一                     | 小川寛興 | 小川寛興 |
| 1973年 | NET        | 新選組               | たたかい（闘）         | ボーカル・ショップ           | 渡辺岳夫 | 松山佑士 |

### テレビアニメ
- 佐武と市捕物控 第17話『しぐれ降る夜』（1969年、毎日放送 虫プロダクション、東映動画、スタジオ・ゼロ製作）

### 出版
- 『新選組血風録』（新人物往来社、2001年）- シナリオ集
- 『慶応四年新選組』（島津書房、1976年／新版 河出書房新社、2003年）- 長篇小説